# جون كاربيري
جون كاربيري (بالإنجليزية: John Carberry)‏ هو كاهن كاثوليكي أمريكي، ولد في 31 يوليو 1904 في بروكلين في الولايات المتحدة، وتوفي في 17 يونيو 1998 في كيركوود في الولايات المتحدة.